# 4691 Toyen
4691 Toyen è un asteroide della fascia principale. Scoperto nel 1983, presenta un'orbita caratterizzata da un semiasse maggiore pari a 2,2641365 UA e da un'eccentricità di 0,1944054, inclinata di 5,87151° rispetto all'eclittica.